# Mauricio Reggiardo
Pas d'image ? Cliquez ici

a Compétitions nationales et continentales officielles uniquement.

b Matchs officiels uniquement.
Dernière mise à jour le 4 juin 2019.
Mauricio Horacio Reggiardo, né le 22 février 1970 à Bragado (Argentine), est un joueur et entraîneur argentin de rugby à XV, jouant pilier (1,90 m, 120 kg). Il est naturalisé français depuis septembre 2004.
Il a débuté à Mar del Plata puis au Club Atlético San Isidro de Buenos Aires avant de jouer au Castres olympique de 1996 à 2005. De 2019 à 2021, il est manager du Castres olympique.
Il est manager sportif de Provence Rugby depuis mars 2021. Son fils Bernard a évolué au Stade dijonnais il est maintenant à Blagnac Rugby et Jean-Baptiste comme pilier au Rugby Club Hyères Carqueiranne La Crau, depuis 2023 il joue en en dans le club de Blagnac Rugby en qualité de demi de mêlée.

## Biographie
Mauricio Reggiardo a honoré sa première cape internationale avec l'Argentine le 8 juin 1996 à Montevideo pour une victoire 37-18 contre l'Uruguay.
Il signe la saison suivante pour le Castres olympique où il jouera pendant 9 saisons entre 1997 et 2005.
Le 23 novembre 1996, il joue avec les Barbarians français contre l'Afrique du Sud à Brive. Les Baa-Baas s'imposent 30 à 22.
Il a joué son dernier match international le 26 octobre 2003 à Adélaïde pour une défaite 16-15 contre l'Irlande.
En 2004, il est naturalisé français.
Alors qu'il entraîne le SC Mazamet, où il avait terminé sa carrière de joueur, il est appelé par le Castres olympique en avril 2007 à la suite du limogeage de Laurent Seigne à quatre journées de la fin de la saison 2006-2007, alors que le CO est en danger de relégation. Il rejoint bénévolement son ancien coéquipier à Castres Ugo Mola, avec qui il a aussi entraîné Mazamet, et permet avec son compère et ami de maintenir le club en élite.
De 2008 à 2013, il entraîne les avants de l'équipe d'Argentine de rugby à XV auprès du sélectionneur Santiago Phelan. Entre 2013 et 2015, il devient formateur des jeunes entraîneurs pour la fédération argentine.
Alors que le CO est dernier du Top 14 avec trois points de retard sur le premier non-relégable,, Reggiardo fait son retour le 6 février 2015 au Castres olympique en tant que consultant chargé d’animer le secteur sportif et de superviser l’action de tous les intervenants, afin d'épauler Matthias Rolland, manager, et David Darricarrère, entraîneur des arrières, à la suite du limogeage de Serge Milhas. Il recevra les hommages du président Pierre-Yves Revol à la suite de l'obtention du maintien du Castres olympique en Top 14.
Le 20 mai 2015, le président du Sporting club albigeois Jean-Jacques Castanet officialise sa venue au club en tant que manager principal pour la saison 2015-2016, en remplacement d'Ugo Mola en partance pour le Stade toulousain. Il signe un contrat de 3 ans.
L'année suivante, il quitte le SC Albi pour devenir entraîneur des avants du SU Agen auprès du manager sportif Mathieu Blin. Il remplace à ce poste Jean-Jacques Crenca. Après le départ de Mathieu Blin, et ce malgré l'accession en Top 14 en 2017, il est propulsé entraîneur général.
En juin 2019, il quitte le SU Agen pour devenir manager sportif du Castres olympique à la place de Christophe Urios. Il est épaulé par deux entraîneurs adjoints : Stéphane Prosper, qui l'a suivi d'Agen à Castres, responsable des arrières, et Patrick Furet, ancien joueur du club, responsable des avants. En novembre 2019, ils sont rejoints par Joe Worsley pour prend en charge le secteur de la défense. Le 29 décembre 2020, le club annonce une réorganisation. Pierre-Henry Broncan est nommé entraîneur principal tandis que Reggiardo conserve le poste de manager et des prérogatives de coordination. Il quitte finalement son poste de manager en mars pour rejoindre Provence rugby en tant que manager dès le 22 mars 2021.

### Entraineur
| Année | Sélection | Tournoi                | Poste  | Classement IRB à la fin de l'année | Tournoi | Coupe du monde             |
| ----- | --------- | ---------------------- | ------ | ---------------------------------- | ------- | -------------------------- |
| 2008  | Argentine | Aucun tournoi          | Avants | 4e                                 | -       | -                          |
| 2009  | Argentine | Aucun tournoi          | Avants | 7e                                 | -       | -                          |
| 2010  | Argentine | Aucun tournoi          | Avants | 8e                                 | -       | -                          |
| 2011  | Argentine | Aucun tournoi          | Avants | 7e                                 | -       | Éliminé en quart-de-finale |
| 2012  | Argentine | The Rugby Championship | Avants | 8e                                 | 4e      | -                          |
| 2013  | Argentine | The Rugby Championship | Avants | 10e (à son départ)                 | 4e      | -                          |

| Saison      | Club              | Division | Poste                | Classement                             | Coupe d'Europe | Challenge européen         |
| ----------- | ----------------- | -------- | -------------------- | -------------------------------------- | -------------- | -------------------------- |
| 2014 - 2015 | Castres olympique | Top 14   | Consultant           | 12e                                    | -              | -                          |
| 2015 - 2016 | SC Albi           | Pro D2   | Manager              | 10e                                    | -              | -                          |
| 2016 - 2017 | SU Agen           | Pro D2   | Avants               | 2e, Vainqueur de la finale d'accession | -              | -                          |
| 2017 - 2018 | SU Agen           | Top 14   | Entraîneur principal | 11e                                    | -              | Éliminé en poule           |
| 2018 - 2019 | SU Agen           | Top 14   | Entraîneur principal | 12e                                    | -              | Éliminé en poule           |
| 2019 - 2020 | Castres olympique | Top 14   | Manager              | 10e (arrêt du championnat)             | -              | Forfait en quart-de-finale |
| 2021 - 2022 | Provence rugby    | Pro D2   | Manager              | 7e                                     | -              | -                          |
| 2022 - 2023 | Provence rugby    | Pro D2   | Manager              | 8e                                     | -              | -                          |

## Palmarès

### En club
Avec le Castres olympique
- Challenge Sud-Radio :
  - Vainqueur (1) : 2003
- Bouclier européen :
  - Vainqueur (1) : 2003
- Challenge européen : 
  - Finaliste (2) : 1997 et 2000

### En équipe nationale
- 50 sélections de 1996 à 2003
- Coupes du monde de rugby disputées: 1999, 2003.

## Activités en dehors du rugby
En 2004, Mauricio Reggiardo a ouvert le bar La Cocina à Castres avec son ami Ugo Mola. Ils vendent l'affaire lorsque Reggiardo rentre en Argentine, en 2008.